# Dioscorea truncata
Dioscorea truncata är en enhjärtbladig växtart som beskrevs av Friedrich Anton Wilhelm Miquel. Dioscorea truncata ingår i släktet Dioscorea och familjen Dioscoreaceae. Inga underarter finns listade i Catalogue of Life.